# Фінська міфологія

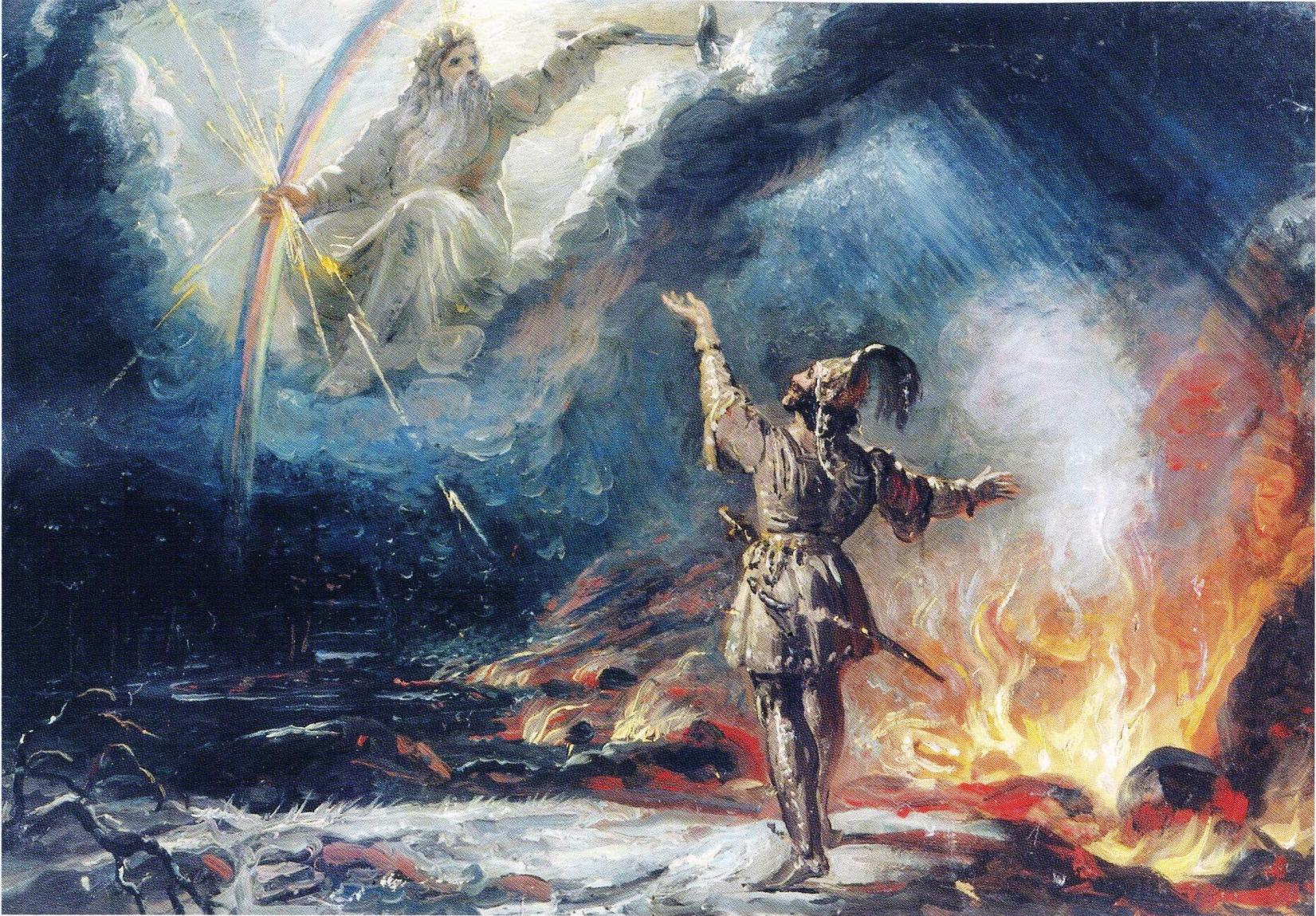
Картина Роберта Екмана 1867 року під назвою Lemminkäinen tulisella järvellä («Леммікейнен на Вогняному озері»), де Леммікейнен просить допомоги в Укко, Бога Грому, аби перетнути озеро, охоплене вогнем, на шляху до весілля в Похйолі.

Фінська міфологія (фін. Suomalainen mytologia) зазвичай стосується фольклору фінського язичництва, сучасне відродження якого практикує невеликий відсоток фінів. Вона має багато спільних рис із естонською та іншими балтійсько-фінськими міфологіями, а також із сусідніми балтійською, слов'янською і, меншою мірою, скандинавською міфологіями.
Фінська міфологія зберігалася в усній традиції співу міфічних поем і фольклору аж до XIX століття.
Серед тварин найсвященнішим був Ведмідь, справжнє ім'я якого ніколи не вимовлялося вголос, оскільки це вважалося поганим знаком для полювання. Ведмідь (karhu фінською) сприймався як утілення предків, і тому його називали багатьма евфемізмами: mesikämmen («медова лапа»), otso («бровастий»), kontio («той, хто мешкає на землі»), metsän kultaomena («золоте яблуко лісу»). Він не вважався богом у строгому розумінні.

## Історія вивчення
Перша історична згадка про фінську народну релігію належить єпископу та лютеранському реформатору Мікаелю Аґріколі (1510—1555) у передмові до його фінського перекладу Псалтиря 1551 року. Аґрікола навів перелік нібито божеств регіонів Гяме (швед. Tavastia) та Кар'яли (Карелія). У списках містилося по дванадцять божеств у кожному регіоні з коротким описом їхніх функцій у віршованій формі. (Деякі дослідники вважають, що для Гяме було вказано лише одинадцять божеств, не рахуючи згадки Аґріколи про Piru — Диявола). Завдяки цим спискам Аґріколу вважають батьком вивчення фінської релігійної історії та міфології. Згодом учені та дослідники часто цитували списки Аґріколи як історичне джерело; лише наприкінці XVIII століття науковці почали критично переосмислювати його роботу, з'ясувавши, що більшість згаданих ним постатей не були богами, а були місцевими духами-охоронцями, персонажами народної міфології або пояснювальних легенд, культурними героями, християнськими святими під іншими іменами, а в одному випадку — святом збору врожаю.
Праця Крістфріда Ґанандера Mythologia Fennica, видана 1789 року, стала першим справді науковим дослідженням фінської міфології.[джерело?] У XIX столітті дослідження фінського фольклору активізувалося. Такі вчені, як Еліас Леннрут, Юган Каян, Матіас Кастрен і Даніель Европеус, подорожували Фінляндією, записуючи народну поезію, яку виконували співці руно (поем), багато з яких були тіетяя (фін. tietäjä, традиційними ритуальними спеціалістами). Серед зібраного матеріалу були такі жанри, як сюнту (фін. synty), які подають міфологічні пояснення походження багатьох природних явищ. З цього матеріалу Льоннрот уклав Калевалу, а також Кантелетар. Значна частина зібраної у XIX столітті народної поезії має дохристиянську язичницьку тематику, що дозволило науковцям глибше досліджувати фінську міфологію.

## Походження та структура світу

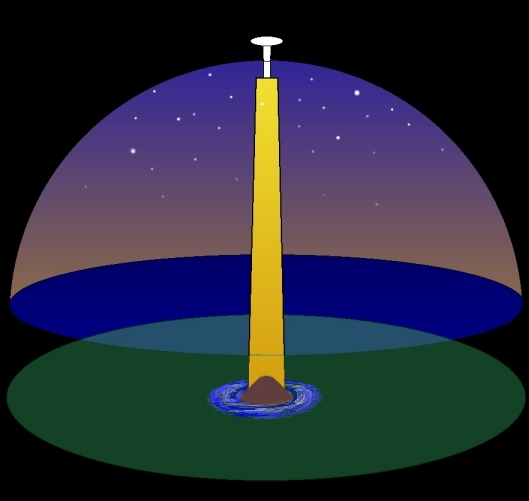
Структура світу за фінською міфологією.

У фінській міфології вважалося, що світ утворився з пташиного яйця або кількох яєць. Вид птаха і кількість яєць змінюються залежно від традиції. У Калевалі це чернь (попелюх), яка знесла сім яєць (шість золотих і одне залізне). В інших переказах згадуються ластівка, гагара і міфічний велетенський орел — кокко. Небо вважалося верхньою оболонкою яйця; за іншою версією — це був намет, підтримуваний стовпом на північному полюсі, під Полярною зорею.
Рух зір пояснювали обертанням небесного купола навколо Полярної зорі й самого себе. На північному полюсі обертання створювало великий вир, через який душі могли залишити цей світ і перейти в країну мертвих — Туонелу.
Земля уявлялася пласкою. На її краях розташовувався Лінтукото — «дім птахів», теплий край, де птахи зимували. Чумацький Шлях фінською називається Linnunrata, тобто «пташиний шлях», оскільки вважалося, що птахи літають ним до Лінтукото і назад. У сучасній фінській мові lintukoto означає уявне щасливе, тепле і мирне місце, схоже на рай.
Птахи також мали інше важливе значення. Вони приносили душу людині під час народження і забирали її в момент смерті. В окремих регіонах поруч обов'язково мали бути дерев'яні фігурки птахів, щоб душа не втекла уві сні. Такий птах називався Сіелулінту — «душевний птах» або «птах-душа», і він охороняв душу, щоб вона не загубилася серед шляхів сновидінь.
Водоплавні птахи дуже часто зустрічаються в легендах, а також у наскельних малюнках і різьбленні, що свідчить про їхню велику роль у віруваннях давніх фінів.

## Туонела— країна мертвих
Туонела була країною мертвих — підземним домом або містом для всіх померлих, попри їхні вчинки за життя. Це було темне і безжиттєве місце, де всі спали вічним сном. Достатньо сміливий шаман міг вирушити до Туонели у трансі, аби звернутися за порадою до предків. Для цього потрібно було перетнути темну ріку Туонели. Якщо шаман мав вагому причину, до нього приходив човен перевезти на той бік. Часто душі шаманів мусили обманювати вартових Туонели, змушуючи їх повірити, що шаман насправді помер.

## Укко— бог неба і грому
Укко («дід», «старий») був богом неба, погоди і врожаю. Фінське слово, що позначає грім — ukkonen («малий Укко») або ukonilma («погода Укко») — походить від його імені. У Калевалі його також називають ylijumala («над-бог», Верховний бог). У міфах він з'являється лише через природні явища.
Ймовірно, Укко походить від балтійського бога Перкунаса та старофінського небесного бога Ільмарінена. Укко посів місце Ільмарінена як бога неба, тоді як Ільмарінен перетворився на героя-коваля або бога каменю. У Калевалі Ільмарінену приписують викування зірок на небесному склепінні та чарівного млина достатку — Сампо.
Зброєю Укко був молот, сокира або меч, яким він вибивав блискавки. Коли Укко злягався зі своєю дружиною Аккою (Akka, «стара»), починалася гроза. Також він спричиняв грози, мандруючи на колісниці по хмарах. Первісною зброєю Укко, ймовірно, була кам'яна сокира човноподібної форми з культури бойових сокир. Молот Укко — Васара (букв. «молот») — ймовірно, спочатку означав те саме, що й човноподібна кам'яна сокира. Коли кам'яні знаряддя зникли в добу металів, походження таких сокир стало загадковим. Їх почали вважати зброєю Укко, що залишилася після блискавки. Шамани збирали кам'яні сокири, вважаючи, що вони мають надприродну силу.

## Герої, боги та духи

Велямо — дружина Ахті та богиня води, зображена як русалка на гербі Пяйят-Гяме.

- Ахті[en] (або Ахто) — бог глибин, дарує рибу.
- Акка[en] («стара») — жіночий дух, жіноча половина Укко.[9]
- Антеро Віпунен[en] — померлий велетень, охоронець глибокого знання та магії.
- Аятар[en] (іноді Аяттара) — злий дух лісу.
- Веденемо — «мати вод»; карельська богиня води, схожа на русалку. Має тіло риби і торс жінки. Як сирена, співає і зваблює людей у глибини. Рибалки приносили їй перший улов як жертву.
- Вейнемейнен (Вейно, Сувантоляйнен, Увантоляйнен) — старий і мудрий чоловік із чарівним голосом. Головна постать фінського фольклору і центральний герой Калевали. Пов'язаний з естонським Ванемуйне.
- Велямо[en] — дружина Ахті, богиня моря, озер і штормів. Зображена на гербі Пяйят-Гяме.
- Екрес[en] — бог родючості та покровитель рослин, особливо ріпи.
- Етіейнен[en] — образ, двійник або просто враження, яке випереджає людину.
- Іку-Турсо[en] — зле морське чудовисько, ймовірно те саме, що й Турсас.
- Ільмарінен — великий коваль, творець неба. Виготовив Сампо — млин достатку. Спершу — чоловічий дух повітря.
- Ільматар (Каве, Люоннотар) — жіночий дух повітря, дочка первинної субстанції творення. Мати Вейнемейнена в Калевалі.
- Каве[en] — давній бог неба, пізніше — бог місячного циклу. Батько Вейнемейнена.
- Калеванпойка[fi] — син або чоловік Калеви, велетень-герой, аналог естонського героя Калевіпоега.
- Каммо — божество жаху.
- Куллерво[en] — трагічний антигерой. Прототип Туріна Турумбара у Сильмариліоні Толкіна.
- Куутар[en] — богиня Місяця.
- Лаллі[en] — селянин, який убив св. Генріха Упсальського.
- Леммікейнен[en] (Ахті Саарелайнен, Кауком'єлі, Кауко) — зухвалий герой.
- Лемпо[en] — у християнські часи став синонімом демона.
- Ловіатар[en] — сліпа дочка Туоні, мати дев'яти хвороб.
- Льовхі[en] — правителька Похйоли, господиня підземного світу.
- Люоннотар[fi] (або Ільматар) — дух природи, жіночий творець.
- Меннікейнен[en] — казковий дух, гном, щось на зразок лепрекона.
- Метсенвекі[fi] — духи лісу, лісові істоти.
- М'єліккі[en] — дружина Тапіо, богиня лісу.
- Нюйріккі[en] — бог полювання, син Тапіо.
- Няккі[en] — страшний дух ставків, колодязів і мостів. Подібний до Нікс з європейських міфів.
- Отсо[en] — дух ведмедя (один із багатьох евфемізмів).
- Пану[fi] — божество вогню, син Сонця.
- Пекко[en] (або Пеллон Пекко) — бог врожаю, особливо ячменю і пивоваріння.
- Пеллерво[en] (або Сампса Пеллервойнен) — бог урожаю.
- Перкеле[en] — Диявол. Спершу був богом грому, але з християнством був демонізований. Пов'язаний із балтійським Перкунасом і скандинавським Тором.
- Піру (дух)[en] — дух, демон. Імовірно, пізнє запозичення, пов'язане з поняттям «дух».
- Піхатонтту — домовик, покровитель подвір'я.
- Пяйвятар[en] — богиня Сонця.
- Рахко[en] — карельський бог часу; фраза «Рахко смолить місяць» описує місячні фази.
- Саунатонтту[fi] — ельф, що живе в сауні.
- С'єйєтер[en] — зла водяна істота.
- Сурма[en] — персоніфікація насильницької смерті.
- Тапіо (дух)[en] — бог лісу.
- Теллерво[en] — богиня лісу, дочка Тапіо і М'єліккі.
- Тергенетар — дочка туманів, богиня мряки; за Калевалою, вона жила в небесних висотах, звідки сипала на землю тумани, пересіваючи їх крізь сито.
- Тонтту — загалом доброзичливий домовик, охоронець двору.
- Туонетар[en] — ім'я, що стосується і господині, і доньки Туоні.
- Туоні[en] — персоніфікація смерті.
- Турсас — тавстійський бог війни, ймовірно тотожний германському Тюру.
- Тууліккі[en] — дочка Тапіо і М'єліккі, богиня тварин.
- Укко[en] («дід») — бог неба і грому, споріднений із Тором (естонський Таара).
- Хіїсі[en] — демон, спершу означав священний гай, пізніше — злий гоблін.
- Юмала[en] — загальна назва верховного божества. Спершу означала небо та небесного бога, згодом — християнського Бога.

## Місця
- Аарнівалкеа — вічне полум'я, що вказує на місце прихованого скарбу.
- Лінтукото[fi] — міфічне місце, де, за повір'ям, зимували перелітні птахи; нині використовується як метафора щасливого місця.
- Вейноле (також Земля Калевали).
- Кюопелінвуорі[en] (Раатікко); місце, куди, за повір'ям, потрапляють жінки, які померли дівами; пізніше — місце зборів відьом на Великдень.
- Туонела[en] (також Манала, Похйола); обитель мертвих, підземний світ. Похйола (Піментола, Саріола, Улаппала) — також північна країна.

## Тварини
- Бурий ведмідь — вважався священною твариною у фінській міфології, його називали лише евфемізмами (див. табу). Після вбивства ведмедя влаштовували велике свято на його честь (пейяйсет), головною метою якого було переконати духа ведмедя, що його смерть була випадковою. Череп ведмедя вішали високо на сосну, щоб його дух зміг повернутися на небо. Калевала про ведмедя.
- Лебідь Туонели (Tuonelan joutsen).
- Лось Хіїсі[fi] (Hiiden hirvi).

## Артефакти
- Сампо[en] — чарівний артефакт, що приносив удачу своєму власникові. За інтерпретацією Леннрота в Калевалі, це був млин, який виробляв борошно, сіль і золото з нічого.
- Магічне кантеле Вейнемейнена, зроблене зі щелепи велетенської щуки та волосся юної дівчини.
- Великий меч Вейнемейнена, що сяє, мов сонце, й надзвичайно гострий.